# تحكم إحصائي بالعملية

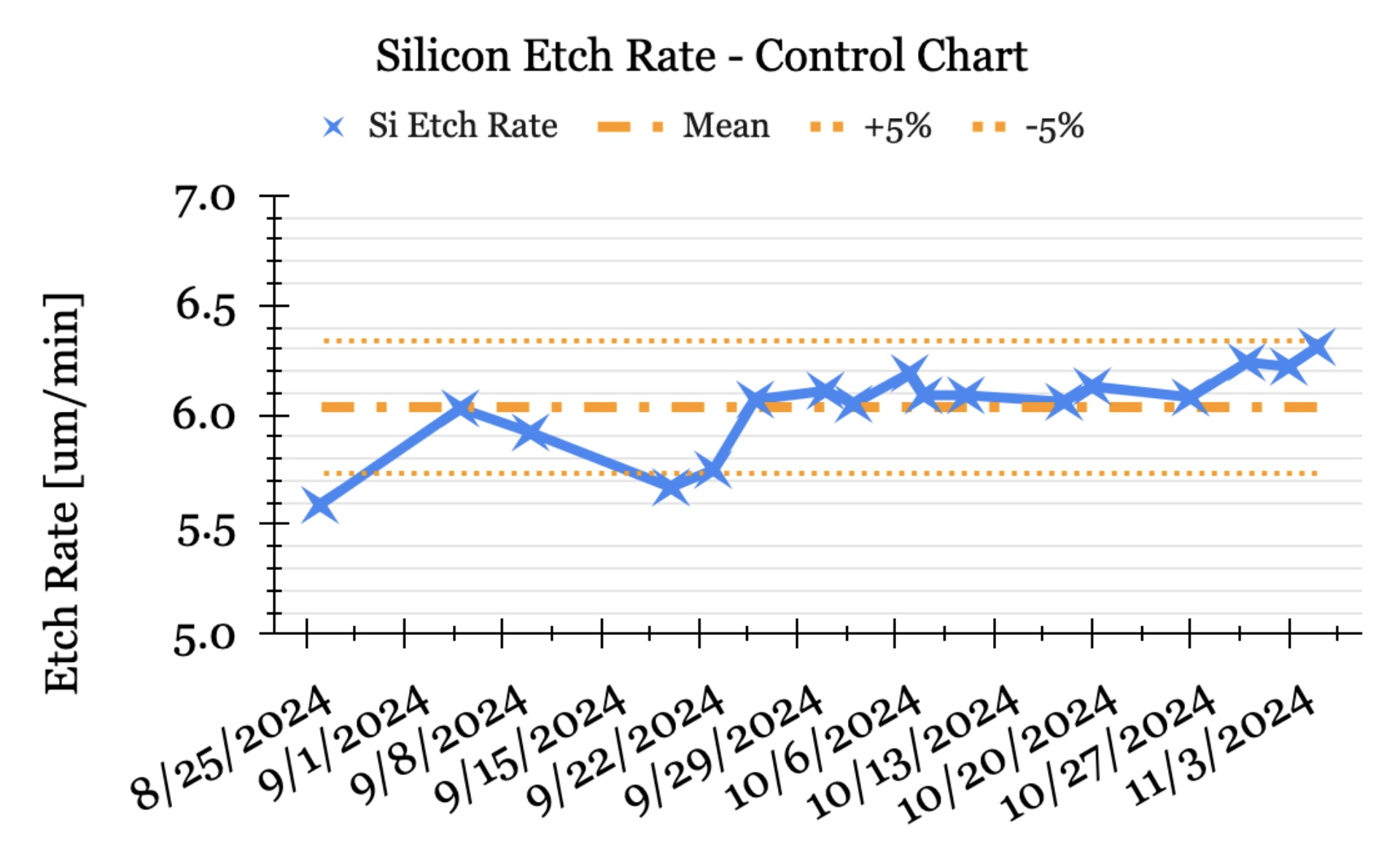
مثال مبسط على مخطط تحكم بالعملية، مع تطبيق مبادئ إحصائية في عملية صناعية.

التحكم الإحصائي بالعملية (اختصاراً SPC) هو منهج يطبق باستخدام وسائل إحصائية من أجل مراقبة العمليات الصناعية والتحكم بجودتها. يستخدم هذا الأسلوب بكثرة في مختبرات ضبط الجودة، إذ يوفر دلائل وشواهد على درجة التحكم في الإنتاج، وعلى كفاءة الإنتاج ومطابقة المنتج للمواصفات مما يقلل من كمية الهدر. كما يسعى للمساهمة في تحديد الترابط بين الانخرافات وعيوب المنتج.
يعد مخطط التحكم الأداة الأكثر استخداماً في هذا المنهج؛ ويؤدي استمرار تطبيق هذا المنهج إلى عملية التحسين المستمر للمنتج، كما يستحدم أيضاً في تصميم التجارب.

## التسمية
تسمى هذه الطريقة أيضاً ضبط الجودة الإحصائي، (اختصاراً SQC) كما تعرب أحياناً باسم التحكم بالعملية الإحصائية. كما يستخدم لفظ الضبط أيضاً لوصف هذا المنهج.